# Khersonísion
Khersonísion är en ö i Grekland.   Den ligger i regionen Grekiska fastlandet, i den sydöstra delen av landet, 50 km öster om huvudstaden Aten.